# Едвін Кемпес
Едвін Кемпес (нід. Edwin Kempes; нар. 23 червня 1976) — колишній нідерландський тенісист.
Найвищу одиночну позицію світового рейтингу — 98 місце досяг 21 травня 2001, парну — 80 місце — 19 жовтня 1998 року.
Здобув 3 одиночні та 9 парних титулів.
Завершив кар'єру 2005 року.

## Фінали турнірів ATP за кар'єру

### Парний розряд: 1 (1 поразка)
| Легенда                         |
| ------------------------------- |
| Турніри Великого шлема (0–0)    |
| Фінали Світового туру ATP (0–0) |
| Серія ATP Мастерс 1000 (0–0)    |
| Серія ATP 500 (0–0)             |
| Серія ATP 250 (0–1)             |

| Фінали за покриттям |
| ------------------- |
| Тверде (0–0)        |
| Ґрунт (0–1)         |
| Трава (0–0)         |
| Килим (0–0)         |

| Фінали за типом корту |
| --------------------- |
| Відкритий корт (0–1)  |
| Закритий корт (0–0)   |

| Результат | В-П | Дата     | Турнір                | Рівень           | Покриття | Партнер               | Суперники                     | Рахунок       |
| --------- | --- | -------- | --------------------- | ---------------- | -------- | --------------------- | ----------------------------- | ------------- |
| Поразка   | 0–1 | Лип 2000 | Амстердам, Нідерланди | Серія Інтернешнл | Ґрунт    | Денніс ван Схеппінген | Серхіо Ройтман Андрес Шнейтер | 6–4, 4–6, 1–6 |

## Фінали ATP Челленджер і ITF Ф'ючерс

### Одиночний розряд: 6 (4–2)
| Легенда              |
| -------------------- |
| ATP Челленджер (3–2) |
| ITF Ф'ючерс (1–0)    |

| Фінали за покриттям |
| ------------------- |
| Тверде (0–0)        |
| Ґрунт (4–2)         |
| Трава (0–0)         |
| Килим (0–0)         |

| Результат | В-П | Дата     | Турнір                   | Рівень     | Покриття | Суперник                 | Рахунок       |
| --------- | --- | -------- | ------------------------ | ---------- | -------- | ------------------------ | ------------- |
| Перемога  | 1–0 | Чер 1998 | Айзенах, Німеччина       | Челленджер | Ґрунт    | Марко Менескінкері       | 7–6, 6–3      |
| Перемога  | 2–0 | Лип 1998 | Монтобан, Франція        | Челленджер | Ґрунт    | Вольфганг Шранц          | 7–5, 6–3      |
| Перемога  | 3–0 | Тра 2000 | Будапешт, Угорщина       | Челленджер | Ґрунт    | Жером Гольмар            | 6–4, ret.     |
| Поразка   | 3–1 | Сер 2000 | Менхенгладбах, Німеччина | Челленджер | Ґрунт    | Микола Давиденко         | 3–6, 6–3, 3–6 |
| Поразка   | 3–2 | Вер 2000 | Лінц, Австрія            | Челленджер | Ґрунт    | Херман Пуентес Альканьїс | 6–7(7–9), 1–6 |
| Перемога  | 4–2 | Тра 2003 | Німеччина F3, Арнсберг   | Ф'ючерс    | Ґрунт    | Тобіас Заммерер          | 6–2, 6–2      |

### Парний розряд: 18 (11–7)
| Легенда              |
| -------------------- |
| ATP Челленджер (9–6) |
| ITF Ф'ючерс (2–1)    |

| Фінали за покриттям |
| ------------------- |
| Тверде (0–0)        |
| Ґрунт (10–7)        |
| Трава (0–0)         |
| Килим (1–0)         |

| Результат | В-П  | Дата     | Турнір                             | Рівень     | Покриття | Партнер               | Суперники                                      | Рахунок                  |
| --------- | ---- | -------- | ---------------------------------- | ---------- | -------- | --------------------- | ---------------------------------------------- | ------------------------ |
| Перемога  | 1–0  | Жов 1997 | Сеул, Південна Корея               | Челленджер | Ґрунт    | Мотомура Гоїті        | Жером Гольмар Режіс Лавернь                    | 7–5, 7–5                 |
| Перемога  | 2–0  | Кві 1998 | Сан-Луїс-Потосі, Мексика           | Челленджер | Ґрунт    | Петер Весселс         | Хосе Фронтера Боббі Кокавец                    | 7–6, 4–6, 7–5            |
| Перемога  | 3–0  | Чер 1998 | Простейов, Чехія                   | Челленджер | Ґрунт    | Петер Весселс         | Томаш Цибулець Томаш Крупа                     | 6–4, 7–5                 |
| Поразка   | 3–1  | Лип 1998 | Монтобан, Франція                  | Челленджер | Ґрунт    | Рогір Вассен          | Едуардо Ніколас Espin Херман Пуентес Альканьїс | 5–7, 5–7                 |
| Перемога  | 4–1  | Лип 1998 | Ньюкасл-апон-Тайн, Велика Британія | Челленджер | Ґрунт    | Джефф Кутзе           | Небойша Джорджевич Душан Вемич                 | 1–6, 7–6, 6–2            |
| Перемога  | 5–1  | Вер 1998 | Единбург, Велика Британія          | Челленджер | Ґрунт    | Рогір Вассен          | Маркос Ондруска Кріс Вілкінсон                 | 6–7, 6–3, 6–2            |
| Поразка   | 5–2  | Вер 1998 | Севілья, Іспанія                   | Челленджер | Ґрунт    | Рогір Вассен          | Альберто Мартін Сальвадор Наварро-Гутьєррес    | 6–2, 5–7, 3–6            |
| Поразка   | 5–3  | Жов 1998 | Сантьяго, Чилі                     | Челленджер | Ґрунт    | Рогір Вассен          | Ота Фукарек Аттіла Шавольт                     | 6–7, 4–6                 |
| Поразка   | 5–4  | Жов 1998 | Сан-Паулу, Бразилія                | Челленджер | Ґрунт    | Рогір Вассен          | Дієго дель Ріо Мартін Родрігес                 | 6–7, 3–6                 |
| Поразка   | 5–5  | Лис 1998 | Толука-де-Лердо, Мексика           | Челленджер | Ґрунт    | Рогір Вассен          | Алехандро Ернандес Маріано Санчес              | 3–6, 4–6                 |
| Перемога  | 6–5  | Лип 1999 | Оберштауфен, Німеччина             | Челленджер | Ґрунт    | Петр Лукса            | Карстен Браш Єнс Кніппшильд                    | 7–5, 6–4                 |
| Поразка   | 6–6  | Тра 2001 | Антверпен, Бельгія                 | Челленджер | Ґрунт    | Денніс ван Схеппінген | Хуан Хінер Джеррі Турек                        | 7–6(7–4), 6–7(2–7), 3–6  |
| Перемога  | 7–6  | Чер 2002 | Айзенах, Німеччина                 | Челленджер | Ґрунт    | Мартін Веркерк        | Маркуш Даніел Адріан Гарсія                    | 6–3, 6–4                 |
| Перемога  | 8–6  | Лип 2002 | Схевенінген, Нідерланди            | Челленджер | Ґрунт    | Мартін Веркерк        | Маріано Худ Себастьян Прієто                   | 6–4, 6–4                 |
| Перемога  | 9–6  | Січ 2003 | Велика Британія F1, Глазго         | Ф'ючерс    | Килим    | Петер Весселс         | Марко К'юдінеллі Веслі Муді                    | 2–6, 7–6(11–9), 7–6(7–5) |
| Перемога  | 10–6 | Лип 2003 | Схевенінген, Нідерланди            | Челленджер | Ґрунт    | Фред Геммес мол.      | Оскар Ернандес Сальвадор Наварро               | 3–6, 6–4, 6–3            |
| Поразка   | 10–7 | Сер 2003 | Нідерланди F4, Енсхеде             | Ф'ючерс    | Ґрунт    | Паул Лоґтенс          | Роберт Ліндстедт Габріель Тріфу                | без гри                  |
| Перемога  | 11–7 | Кві 2004 | Німеччина F4, Гоенбрунн            | Ф'ючерс    | Ґрунт    | Мелвін оп дер Гейде   | Андреас Бек Торстен Попп                       | 7–5, 6–4                 |

## Часовий графік результатів
| W | Ф | ПФ | ЧФ | #Р | КТ | К# | P# | DNQ | A | Z# | PO | G | S | B | NMS | NTI | P | NH |

### Одиночний розряд
| Турніри Великого шлему                 |     |     |     |     |     |     |       |     |    |
| Відкритий чемпіонат Австралії з тенісу |     |     | 1р  | К2р | К3р | К3р | 0 / 1 | 0–1 | 0% |
| Відкритий чемпіонат Франції з тенісу   |     | К3р |     |     |     | К2р | 0 / 0 | 0–0 | –  |
| Вімблдонський турнір                   |     |     |     |     | 1р  |     | 0 / 1 | 0–1 | 0% |
| Відкритий чемпіонат США з тенісу       | К2р |     | К1р |     | 1р  | 1р  | 0 / 2 | 0–2 | 0% |
| В-П                                    | 0–0 | 0–0 | 0–1 | 0–0 | 0–2 | 0–1 | 0 / 4 | 0–4 | 0% |
| Тур ATP Мастерс 1000                   |     |     |     |     |     |     |       |     |    |
| Відкритий чемпіонат Маямі з тенісу     |     |     | К1р |     | 1р  | К1р | 0 / 1 | 0–1 | 0% |
| В-П                                    | 0–0 | 0–0 | 0–0 | 0–0 | 0–1 | 0–0 | 0 / 1 | 0–1 | 0% |